# Josef Leonhard Bernold
Josef Leonhard Bernold o Joseph Leonhard Bernold (Walenstadt, 14 dicembre 1809 – Berna, 19 febbraio 1872) è stato un imprenditore, giudice e politico svizzero.

## Biografia
Figlio di Josef Franz Leonhard Bernold, dopo il liceo cattolico di San Gallo studiò diritto e matematica a Monaco. Sposò Maria Ursula Huber, figlia di Justus Franz Huber, spedizioniere. Oltre a possedere la tenuta del castello di Nidberg, nel comune di Mels, con il cognato Fridolin Huber fu fondatore e proprietario della fabbrica di tessuti colorati di Walenstadt. Divenne anche socio della fabbrica di tegole in cemento e della fornace di calce di Walenstadt.
Fu giudice distrettuale e cantonale e presidente del distretto di Mels. Liberale radicale della corrente di Johann Baptist Weder, fu membro del Gran Consiglio sangallese dal 1837 al 1872, con interruzioni. Fu membro del Consiglio nazionale dal 1848 al 1857 e dal 1860 al 1872 rappresentando la sinistra e, dal 1863, il centro. Nel 1847 raggiunse il grado di colonnello.